# Zelcsényi Géza
Zelcsényi Géza (1934-ig Pekló Géza; Újvidék, Bács-Bodrog vármegye, 1901. május 28. – Budapest, 1974. november 27.) magyar földmérő mérnök, feltaláló, informatikus.

## Élete
Pekló Béla (1867–1960) építészmérnök és Gasteiger Gizella fiaként született. 1919-ben érettségizett az Újvidéki Katolikus Gimnáziumban, majd a budapesti József Műegyetemen tanult tovább, ahol 1929-ben mérnöki oklevelet szerzett. Szülei támogatására nem számíthatott, így tanulmányait szakaszosan folytatta, s közben néhány évig (1926–1928 közt) műszaki rajzolóként dolgozott. Diplomázását követően 1933-ban részletes felmérési, 1937-ben pedig háromszögelési szakvizsgát tett, majd később birtokrendezői képesítést is szerzett.
Diplomázása után Budapesten kezdett dolgozni egy mélyépítési magáncégnél, mint építésvezető, 1930. április 7-ével pedig az állami földmérés szolgálatába lépett. 1932–1934 között a budapesti 22-es Földmérési Felügyelőség mérnökgyakornoka, utána hat évig segédmérnök, 1940–1942 között rendes mérnök, 1942–1945 között pedig műszaki tanácsos volt, de a háborús években több szakaszban, hosszabb-rövidebb ideig katonai szolgálatot is teljesített. Részt vett az erdélyi bevonulásnál és a délvidéki harcokban – 1942-ben alhadnagyként szerelt le –, a főváros ostroma idején pedig, már mint polgári személy, hadifogságba esett. 1945. január 19. és 1947. június 29. között csaknem két és fél évet töltött szovjet hadifogságban.
Hazatérése után visszatért az állami földméréshez, ottani beosztása 1948-ig műszaki tanácsos, a következő két évben műszaki osztálytanácsos volt. A szakterület átszervezése után az Országos Földméréstani Intézet (OFI) Felsőgeodéziai Osztályára került főmérnöknek, az 1952-es év újabb átszervezése után pedig az Állami Földmérési és Térképészeti Hivatal (ÁFTH) Általános Felmérési és Térképészeti Osztálya vezetőjévé tették meg, e posztot tíz éven át töltötte be, 1952–1962 között.
1962 májusában a Székesfehérvári Felsőfokú Földmérési Technikumba kapott kinevezést, és ő alapította meg az intézmény Geodézia Tanszékét, amit 1967. decemberi, végleges nyugdíjazásáig ő is vezetett. Szerepe meghatározó volt a magyarországi földmérőmérnök-képzés megszervezésében, a szakterület sok tankönyvének, jegyzetének és egyéb segédkönyvének volt szerzője, társszerzője vagy szerkesztője.

### Feltalálóként
A nevéhez fűződik egy, több különböző összetett matematikai művelet megoldását lehetővé tevő modern számológép feltalálása (vitéz Ács Endrével együtt), 1935-ben. A találmány alapja egy váltó volt, amelynek segítségével a forgatókar és a fordulatszámláló fogaskerekei közé egy közbülső fogaskerék is beiktatható, vagy éppen kikapcsolható: ennek révén a forgatókar és a fordulatszámláló közötti kapcsolat számolás közben megváltoztatható.
Ez matematikai tekintetben azt eredményezte, hogy a plusz fogaskerék állásától függően a kalkulált számhoz negatív és pozitív előjelet is lehetett társítani. Így, eltérően az akkoriban használatos egyszerű számológépektől, mindhárom szerkezeti részbe előjelhelyes mennyiségeket lehetett bevinni, a gyakorlatban pedig ez azt jelentette, hogy az ilyen géppel bonyolult összetételű képleteket is meg lehetett oldani.
E találmányhoz a német–svéd Brunsviga számológépek egyik típusát fejlesztették tovább, s a gyár azt gyártásba is vette, Brunsviga 13-Z néven forgalmazta. Gyártásuk az 1960-as évekig tartott, de Magyarországon még egy bő évtizeddel később, az 1970-es évek végén is használtak ilyen váltós Brunsviga-gépeket, főleg geodéziai számításokhoz. A feltaláló páros által a gépről írt szakkönyv (A számológép és alkalmazása, 1936) a korai magyar informatikai irodalom egyik klasszikusának számít, a kiadását követő évben elnyerte a Magyar Mérnök és Építész Egylet (MMÉE) aranyérmét.

## Magánélete
1932. január 11-én kötött házasságot, felesége Soket Lenke (1904–1973) minisztériumi tisztviselő, Soket Gábor (1862–1937) és Smeringa Mária (1881–1970) leánya lett. Leánya Zelcsényi Judit (1937) orvos, gyermekgyógyász.

## Emlékezete
- Születésének 100. évfordulóján az Erdészeti és Faipari Egyetem (EFE) Székesfehérvári Földmérési és Földrendezői Főiskolai Kara emlékülést és -kiállítást rendezett.

## Elismerései
- A Magyar Mérnök és Építész Egylet (MMÉE) aranyérme (Ács Endrével, A számológép és alkalmazása című művükért, 1937).

## Főbb művei

### Önálló művek
- A számológép és alkalmazása. (Bp., Zelcsényi Géza kiadása, 1936)
- Geodéziai számítások. Jegyzet földmérő technikusok számára. (Az Állami Földmérési és Térképészeti Hivatal kiadványa. Bp., 1952 és utánnyomások)
- Geodéziai tervezések a telepítési és teleprendezési munkálatoknál. I–II. köt. (A Mérnöki Továbbképző Intézet előadásai. Bp., 1955)
- Alappontsűrítés egyszerűsített háromszögeléssel. (Az Állami Földmérési és Térképészeti Hivatal kiadványa. Bp., 1957)
- Tereppontok azonosítása a térképpel és földalatti jelek keresése. (Az Állami Földmérési és Térképészeti Hivatal kiadványa. Bp., 1957)
- Földméréstan közlekedési építőipari technikumok számára. Tankönyv. Balázs Lászlóval. (Bp., Műszaki Könyvkiadó, 1958)
- Földméréstan 1–2. Vízügyi szakközépiskolai tankönyv. Balázs Lászlóval. (Bp., Műszaki Könyvkiadó, 1965–1966

### Tanulmányok
- Geodéziai számítások egyszerű számológéppel. Ács Endrével. (Geodéziai Közlöny, 1935. 5-8.)
- Közelítő négyzetgyökvonás számológéppel. (Geodéziai Közlöny, 1937. 1-4.)
- Utak, vízlevezető árkok kitűzése és a töréspontok koordinátáinak számítása. (Geodéziai Közlöny, 1937. 5-8.)
- Ívek meghatározása és kitűzési adatainak számítása. (Geodézia és Kartográfia, 1951. 4.)
- Egyszerű eljárás háromszögelési pontok koordinátáinak számítására. (Geodézia és Kartográfia, 1952. 2.)
- Néhány szó a geodéziai normákról. (Geodézia és Kartográfia, 1952. 4.)
- Alsóbbrendű háromszögelési pontok koordinátáinak számítása. – Automatikus függvényszámológép. (Geodézia és Kartográfia, 1955. 3.)
- Geodéziai és kartográfiai kiállítás. (Geodézia és Kartográfia, 1956. 3.)
- A hátrametszés egy újabb alkalmazása. (Geodézia és Kartográfia, 1958. 2.).